# Got7
Got7 (hangul: 갓세븐; rr: Gatsebeun; estilizado como GOT7) é um grupo masculino sul-coreano formado pela JYP Entertainment em 2014. Composto por sete membros, dois dos quais já haviam estreado anteriormente na dupla JJ Project em 2012, o grupo é formado por sete integrantes: Mark, JB, Jackson, Jinyoung, Youngjae, BamBam e Yugyeom.
O seu debut song foi "Girls Girls Girls", E Seu primeiro álbum "Identify". Sua primeira musica e album foram lançados em 2014. O Grupo  debutou em 16 de janeiro de 2014.
O grupo foi introduzido ao público através de um episódio do reality show da Mnet Who is Next: WIN, que foi transmitido em 6 de setembro de 2013. No episódio, quatro membros competiram contra os trainees da YG Entertainment: Team A (agora conhecido como Winner) e Team B (agora conhecido como iKon). Em 16 de janeiro de 2014, Got7 realizou sua estreia oficial com o lançamento do single "Girls Girls Girls". Seu álbum de estreia, Got It? ficou em segundo no Gaon Album Chart e em primeiro no World Albums Charts da Billboard.

## História

### Formação
Foi anunciado pela primeira vez em 24 de dezembro de 2013 que a JYP Entertainment iria lançar um boy group de 7 membros que iriam "reinventar o K-Pop", sendo chamados de o próximo 2PM. Foi revelado que ambos os membros do JJ Project, Jinyoung e JB, também seriam do novo grupo. Foi anunciado que o grupo seria de hip-hop com especialização em desempenho das martial arts tricking, uma forma de artes marciais com acrobacias. A agência menciona que GOT7 apresentará diferentes tipos de performances com chutes e pulos derivados de artes marciais com uma fusão de estilo b-boying.
Em 1 de janeiro de 2014, JYP Entertainment revelou que o grupo se chamaria GOT7. Após isso, os primeiros teasers com as imagens de JB e Mark foram liberados em 3 de janeiro de 2014. Teasers com Jackson e Yugyeom foram liberados em 6 de janeiro, seguidos de Jinyoung, BamBam e YoungJae, que tiveram seus teasers liberados em 8 de janeiro. JYP selecionou JB para ser o líder.

### 2014:Estreia coreana comGot It?,GOT♡, estreia japonesa eIdentify

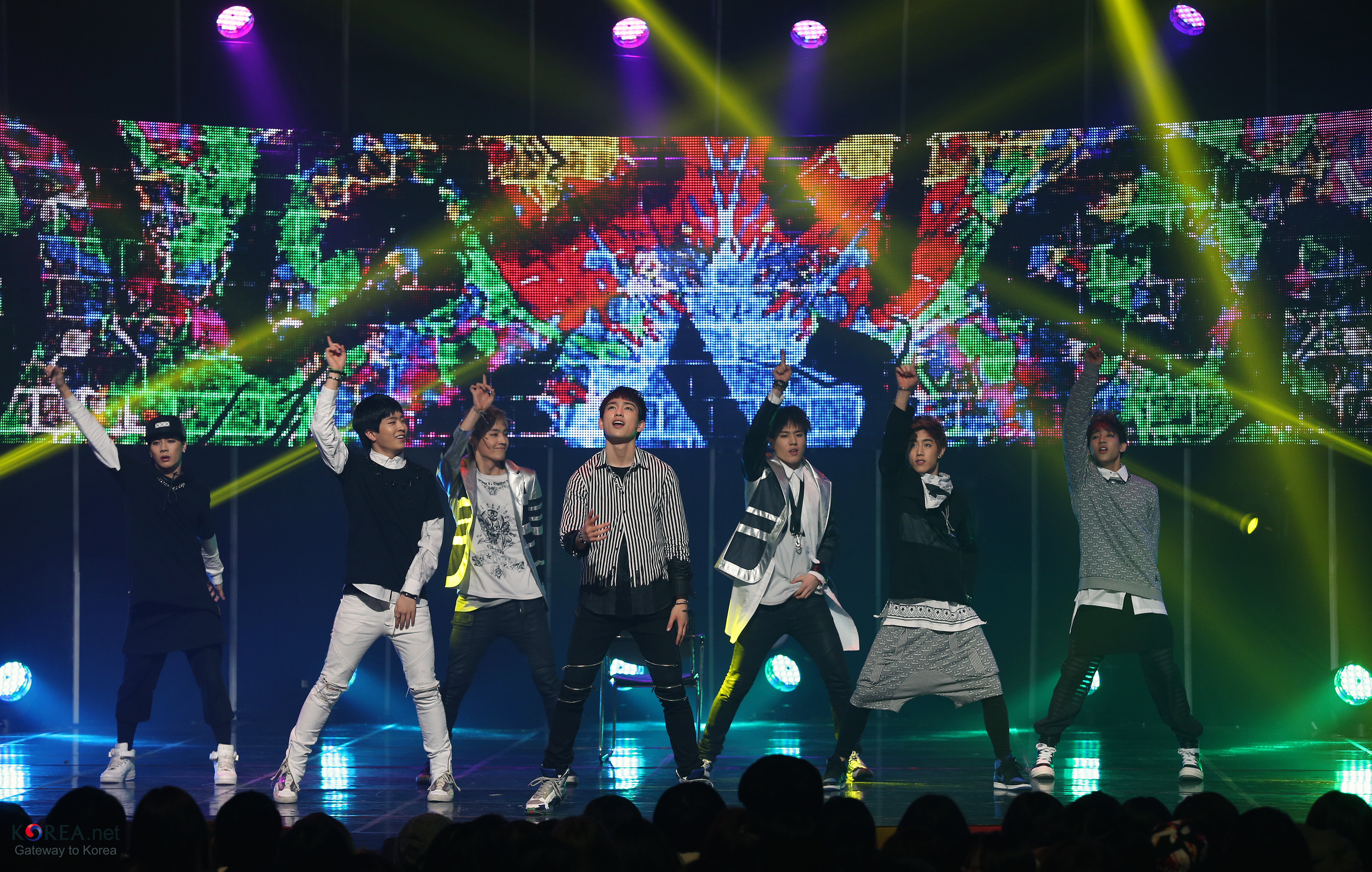
GOT7 performando no M! Countdown da Mnet em 6 de março de 2014.

Em 10 de janeiro de 2014, a JYP lançou o vídeo teaser de estreia de Got7 no YouTube, seguido pelo segundo vídeo teaser em 13 de janeiro. Em 15 de janeiro de 2014, Got7 lançou oficialmente o vídeo para sua canção estréia Girls Girls Girls no YouTube. Seu primeiro EP Got It? foi lançado oficialmente em 20 de janeiro de 2014. Eles tiveram sua primeira performance de estreia em 16 de janeiro de 2014, no M! Countdown da Mnet. O single Girls Girls Girls alcançou o primeiro lugar em vários sites de música. Eles tiveram a segunda maior estréia por um grupo de meninos. O álbum subiu para o primeiro lugar nas paradas Billboard Album Mundial e segundo lugar no Gaon Álbum Charts. Dias depois de sua estréia, GOT7 também organizou seu próprio reality-show na web, Real GOT7. GOT7 assinou um contrato com a Sony Music para exercer atividades no Japão, e realizou uma mostra intitulada "GOT7 Showcase 1st Impact in Japan" em 4 de abril no Ryougoku Sumo Hall, em Tóquio. Dez mil pessoas foram selecionadas para participar do evento, onde eles apresentaram alguns de seus singles. Em 10 de abril, a JYP lançou o primeiro teaser de um novo reality show do grupo transmitido pela SBS MTV, intitulado "I GOT7".
GOT7 retornou em 18 de junho através de um showcase na AX Korea em Seul. Nesse local, revelaram seu mini álbum pela primeira vez ao seus fãs. Este material foi lançado ao público somente no dia 23 de junho após o lançamento do clipe musical da música A. O primeiro comeback stage foi no dia 19 de junho com as músicas Good Tonight e A pelo M! Countdown da Mnet. Seu segundo mini álbum, Got Love têm no total oito músicas, incluindo as músicas A, U Got Me, Good Tonight e Forever Young.
Em 30 de setembro, eles lançaram o clipe para a música título Around the World e oficialmente estrearam no Japão em 22 de outubro. Poucos dias depois, a JYP Entertainment lançou a página oficial japonesa do grupo, onde informou detalhadamente sobre a estreia.
Após o lançamento do mini álbum japonês, GOT7 teve uma boa popularidade e se classificou em 1º lugar no chart diário de Tower Records. O grupo ocupou o primeiro posto nos charts de pré venda da Tower Records em 20 de outubro, assim como nas vendas diárias de 21 de outubro. Também alcançou o 3º lugar no Oricon na sua estreia. Dentre os grupos coreanos que debutaram no Japão em 2013-2014, eles foram os únicos que conseguiram chegar a ganhar as melhores colocações nos charts.
Em 6 de novembro, GOT7 revelou imagens de prévias de cada integrante e do grupo para seu retorno na Coreia com seu primeiro álbum de longa duração chamado Identify. Foi revelado sua canção principal Stop Sop It com uma prévia do clipe no dia 10 de novembro, sendo lançado em 17 de novembro. No mesmo dia do lançamento do clipe foi realizado um showcase onde apresentaram em primeira mão suas novas músicas. O álbum foi lançado três dias depois.
Após o lançamento do álbum, o GOT7 ficou em primeiro lugar nas listas do Itunes na Tailândia, Hong Kong, Filipinas e Malásia, assim como no TOP10 de outras listas em Hong Kong, ficando muito popular ao redor da Ásia.

### 2015:Love Train,Just Right,Laugh Laugh LaugheMAD
Em 10 de junho, foi revelado uma pequena versão do clipe para seu segundo mini álbum japonês, com a faixa principal Love Train.
Sete imagens individuais de cada membro foram finalmente reveladas em 30 de junho, podendo ver um conceito colorido, alegre e fofo para o retorno do grupo. Quando Just Right foi lançado, o grupo conseguiu permanecer em 3º lugar por três semanas consecutivas no World Digital Songs Chart da Billboard.
O novo mini álbum japonês possui o título Laugh Laugh Laugh e foi lançado em setembro de 2015, liberando uma pequena versão do MV dia 4 de setembro de 2015.
Passando menos de três meses do lançamento de Just Right, foi anunciado o retorno do GOT7 na Coreia para setembro de 2015. No dia 15 de setembro, foram revelados imagens teaser diariamente dos integrantes para seu retorno, foi informado que o novo conceito seria mais maduro e diferente de tudo que eles teriam feito até o momento.
O mini álbum consiste em 6 músicas, incluindo a faixa título If You Do, escrita por Black Eyed Pilseung. Jackson e Mark contribuíram escrevendo os versos de rap em muitas das músicas. As vendas do mini-álbum começaram em 29 de setembro. A resposta do lançamento MAD foi positiva e conseguiu ficar nas melhores posições do iTunes em Hong Kong, Indonésia, Malásia, Filipinas, Singapura e Tailândia.
Em 6 de outubro, GOT7 conquistou sua primeira vitória em shows musicais no programa The Show. Logo em seguida, no dia 13 de outubro, conseguiram sua segunda vitória e, no dia 20 de outubro, tiveram sua terceira vitória no mesmo programa, ganhando uma coroa tripla e conquistando a melhor pontuação do The Show.
Em 17 de novembro de 2015, foi revelado por meio do GOTOON sua nova versão do mini álbum MAD, titulada MAD Winter Edition. Devido a época de inverno na Coreia, a versão de repackage se encaixou perfeitamente com o clima natalino.
A música título Confession Song marcou o fechamento do GOT7 no ano de 2015. Em 22 de novembro foi lançado o clipe, que é sobre confissões de amor, onde os membros ajudam os alunos de um colégio de Seul a se confessarem para seus amores, de uma forma natalina como se fosse um presente de Natal.

### 2016: Mori↑Gatte yo, Flight Log: DepartureeFlight Log: Turbulence

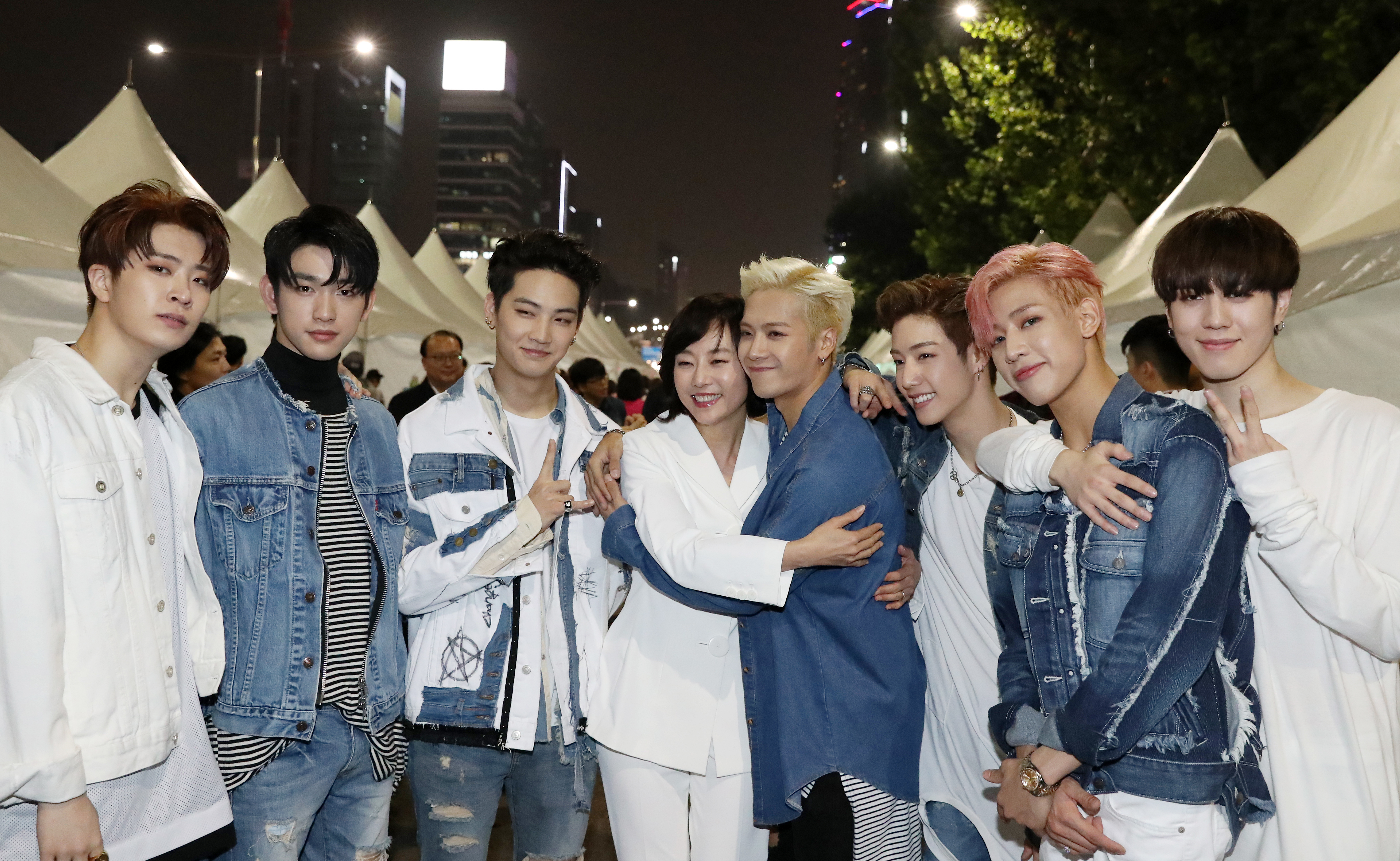
GOT7 no Korea Sale Festa em 30 de setembro de 2016

No dia 3 de fevereiro de 2016, foi lançado o primeiro álbum completo japonês titulado モリ↑ガッテヨ (Mori↑Gatte yo).  Nele, contém todas as canções dos mini álbuns japoneses anteriores com mais 6 músicas novas.
Em 11 de março, GOT7 liberou um trailer para seu comeback com o título de Flight Log: Departure. De 13 a 15 de março, foram liberados três séries de fotos teaser, tanto em grupo como individuais, dando um olhar ao novo conceito do grupo. Em 17 de março, foi liberado o vídeo teaser e em 18 de março foi liberado o spoiler do mini-álbum. Em 20 de março, foi liberado o clipe da faixa título Fly e lançadas as duas versões do mini-album Flight Log: Departure: RosTurnês afiliadase Quartz & Serenity Version. O mini-álbum se caracteriza por contar com muitas contribuições dos membros, que escreveram algumas letras e raps das músicas, além de participar das composições.
Em 10 de abril, a JYP Entertainment liberou uma imagem teaser da segunda faixa principal do mini-álbum Flight Log: Departure titulada Home Run. O single, lançado em 12 de abril, gerou grande expectativa nos fãs por ser a primeira vez que o grupo promoveria uma música composta por um membro do grupo, JB. Este comeback não conta com um clipe, mas a música tem um dance practice e foi promovida com performances em diversos programas musicais.
No último dia de shows da turnê Fly do GOT7, 21 de agosto, foi exibido um vídeo aos fãs no final do concerto, onde aparecia o nome de um novo álbum: Flight Log: Turbulence e uma data, 09.16. No dia 18 de setembro foi lançado a prévia do álbum e no dia seguinte o trailer do álbum, o que criou enormes especulações sobre o clipe e álbum. Nos dias seguintes foram divulgadas as fotos e o teaser do clipe da faixa principal do álbum: Hard Carry. No dia 26 de setembro, o GOT7  fez sua premiere ao vivo no V App até meia noite do dia 27 de setembro, quando finalmente tiveram sua volta com o lançamento do clipe e do álbum. O segundo álbum contou com treze faixas sendo diversas dela escritas por membros do grupo ou tendo participação deles na composição. A primeira vitória foi no M! Countdown no dia 6 de outubro. Hard Carry levou ao todo 4 prêmios em programas musicais.
GOT7 também foi indicado para o Mnet Asian Music Award 2016 e recebeu o prêmio de Artista Favorito Mundial. O boy group também foi o vencedor do prêmio de Melhor Artista Mundial no Europe Music Awards.

### 2017: Flight Log: Arrival, My Swagger, 7 For 7 e Turn Up
No dia 27 de Fevereiro, a JYP divulgou o trailer do novo EP, Flight Log: Arrival, o último da trilogia iniciada com Flight Log: Departure, também foi divulgado a data de lançamento do novo álbum. No dia 13 de Março tanto o álbum como o MV de sua música título, Never Ever foram lançados. O álbum bateu recordes de cópias vendidas, foram mais 200 mil em menos de um mês e ficou em primeiro nas paradas de vendas. O álbum inclusive ficou no topo da lista World Album da Billboard.  O MV também bateu recordes de visualizações e rendeu ao grupo 4 vitórias em programas musicais. O EP contém 8 faixas, nas quais quase todas contaram com a participação dos membros em sua composição.
Logo após o lançamento de Flight Log: Arrival, GOT7 divulgou o lançamento e o tearser de seu novo single japonês, My Swagger. O lançamento foi marcado para o dia 24 de maio e será acompanhado por uma turnê no Japão.
No dia 10 de Outubro, o grupo lançou seu sétimo EP, chamado 7 for 7. A faixa-título "You Are" foi co-composta e co-escrita pelo líder JB. O álbum também conta com todas as músicas escritas e compostas pelos próprios membros. Logo após o lançamento, a faixa-título "You Are" ficou no topo dos charts em tempo real na Coreia do Sul.
No dia 15 de novembro, o grupo lançou seu segundo EP japonês, chamado Turn Up. Ao mesmo tempo, eles estiveram em turnê no Japão, a "GOT7 Japan Tour 2017: Turn Up". Esse é o primeiro álbum do grupo em que o membro Jackson não participou, devido a complicações de saúde e conflito de agendas, resultando numa parada em toda sua atividade no Japão, com exceção de ocasiões especiais.
No dia 7 de dezembro, GOT7 lançou seu EP 7 for 7 numa versão especial, chamada "present edition", que continha novos fotos dos membros. Junto com o lançamento dessa nova versão, foi lançado um vídeo para a faixa b-side "Teenager", que também foi composta pelo líder JB.

### 2018: Eyes On You e Present: YOU
Em 9 de Março, GOT7 foi anunciado como embaixador da Agência Nacional de Bombeiros da Coreia.
No dia 12 de março, o grupo fez seu comeback com seu oitavo EP, chamado Eyes On You. A faixa-título "Look" foi co-composta e co-escrita por JB, também com os outros membros contribuindo no restante das músicas. Na estreia do álbum, "Look" ficou no topo dos maiores charts da Coreia do Sul, dando então ao GOT7 sua melhor entrada nos charts desde sua estreia em 2014. Seu álbum ficou no topo do iTunes de 23 países e em segundo no World Albums Chart da Billboard. "Eyes on You" também ficou em primeiro nos charts semanais de vendas físicas do Hanteo e Gaon. Em seu primeiro mês de venda, o álbum vendeu mais de 300 mil cópias segundo o Gaon e Hanteo. "Look" também entrou em terceiro no chart de downloads do Gaon.
Em 21 de Fevereiro, GOT7 anunciou sua segunda turnê mundial, "GOT7 WORLD TOUR 'EYES ON YOU' 2018, passando por 17 cidades de 15 países.
Em 29 de Agosto fizeram uma live no APP VLIVE no Idol Room (programa de TV), com cabelos novos e falando por cima sobre sua participação no programa. Em 1 de Setembro, postaram no mesmo app "GOT7 3rd Album 'Present: YOU' Lyric Clip 'Lullaby' ". Nesse mesmo dia, foram postados teasers em Espanhol, Chines e Inglês da música. Em 7 de Setembro até 13 de Setembro, lançaram MVs teasers das musicas solos de cada um, sendo, na ordem de postagem: Jackson com "Made It", Bambam com "Party", YoungJae com "Nobody Knows", Jinyoung com "My Youth", Yugyeom com "Fine", JB com "Sunrise" e Mark com "OMW". No mesmo dia, foi lançado o MV Teaser de "Lullaby", faixa principal do terceiro álbum. E, finalmente, em 17 de Setembro, lançaram "Lullaby" e o álbum, com versões da musica em 4 línguas, sendo elas: Coreano, Chinês, Espanhol e Inglês (e o instrumental), todos os solos feitos pelos membros e mais 4 músicas, Enough, Save You, No One Else e I Am Me.
Lullaby deu um All-Kill nos programas de música da Coreia do dia 27 de Setembro até dia 30, algo que nunca tinha acontecido desde o seu debut.

### 2019:I won´t let you go, subunit Jus2,Spinning Top,Love LoopeCall My Name
Em 30 de janeiro, Got7 lançou seu terceiro jogo estendido japonês I Won't Let You Go, que estreou em primeiro lugar no Oricon Daily Album Chart com vendas estimadas de 22.948 cópias, mantendo a posição por toda a semana e eventualmente liderando o Oricon Weekly Album Chart na semana de 28 de janeiro a 3 de fevereiro.
Em 13 de fevereiro, a JYP Entertainment sugeriu a segunda dupla de subunits do Got7, que mais tarde revelou incluir os membros JB e Yugyeom chamados Jus2 . Eles lançaram seu videoclipe intitulado Focus on Me em 3 de março de 2019 e, posteriormente, lançaram seu álbum de estreia, Focus. Eles também fizeram sua primeira turnê, Jus2 <FOCUS> Premiere Showcase Tour, parando em 7 cidades na Ásia.
O grupo lançou seu nono EP, Spinning Top: Between Security & Insecurity com a faixa- título Eclipse em 20 de maio de 2019. Eles venderam 64.148 cópias no primeiro dia e 214.125 cópias na primeira semana, tornando-se o primeiro grupo da JYP Entertainment a vender 2 milhões de álbuns desde a estreia. O EP estreou na parada de álbuns da Billboard World em 5º, também chegando à 9ª posição na parada de álbuns Heatseekers da Billboard. Eles então embarcaram em sua terceira turnê mundial de 15 de junho a 26 de outubro, intitulada Got7 2019 World Tour 'Keep Spinning'. Eles pararam em 12 países na América do Norte, América do Sul e Europa, incluindo Austrália e Filipinas. Durante sua parada na América do Norte, Got7 apareceu no Today Show em 26 de junho, se tornando o primeiro grupo coreano a se apresentar no show.
Em 31 de julho, Got7 lançou seu quarto EP japonês, Love Loop, que estreou em segundo lugar na parada de álbuns diários da Oricon com vendas estimadas de 15.257 cópias, alcançando a primeira posição em 3 de agosto. Para comemorar o lançamento, uma loja pop-up especial com um menu dedicado foi aberta em Tóquio e Osaka de 30 de julho a 12 de agosto. O grupo realizou o Our Loop Tour de 30 de julho a 18 de agosto. Em setembro, datas adicionais para a Turnê Mundial Keep Spinning foram adicionadas, indicando que eles continuariam a turnê mundial em 2020 e parando em 5 países asiáticos diferentes.
O grupo lançou seu décimo EP, Call My Name, e seu single principal "You Calling My Name" em 4 de novembro de 2019. Eles venderam 100.341 cópias no primeiro dia e 224.459 cópias na primeira semana, e se tornaram o primeiro artista da JYP Entertainment a vender mais de 100.000 cópias no primeiro dia. O EP estreou na parada de álbuns da Billboard World em 5º lugar, e também liderou o Gaon Weekly Chart e o Hanteo Weekly Chart.
No final do ano, eles ganharam seu primeiro Grande Prêmio (daesang) no 4º Prêmio de Artista da Ásia para Performance do Ano. Eles também terminaram o ano em 4º lugar na parada de 50 artistas sociais de final de ano da Billboard . Em dezembro, os ingressos foram lançados para a etapa de Bangkok do Keep Spinning World Tour no Rajamangala National Stadium e esgotaram em duas horas. Devido à alta demanda, eles anunciaram uma data adicional para o show e se tornariam o segundo grupo de K-pop a realizar dois shows no local.

### 2020:Dye e Breath of Love: Last Piece
Em 20 de abril de 2020, Got7 lançou seu décimo primeiro EP, Dye, junto com seu single principal (ou faixa-título), "Not By the Moon". Eles venderam 159.098 cópias de seu EP no primeiro dia e 281.791 cópias na primeira semana, quebrando seu recorde pessoal de vendas no primeiro dia e na primeira semana. O EP também estreou na parada de álbuns da Billboard World em No. 4. Já vendeu mais de 450.000 cópias, tornando-se seu álbum mais vendido até o momento.
Em 23 de novembro de 2020, houve o pré-lançamento da primeira faixa título "Breath" composta por YoungJae um dos integrantes do grupo. Em 30 de novembro de 2020, seu quarto álbum de estúdio foi lançado assim como a segunda faixa título "Last Piece" também composta por um integrante do grupo, neste caso, o líder JB. O álbum Breath of Love: Last Piece conta com 10 músicas sendo 7 delas compostas por cada um dos membros do GOT7. O álbum e os videoclipes já estão disponíveis em todas as plataformas músicais.

### 2021:Saída da JYP Entertainment, Encore e atividades solo
Em 10 de janeiro de 2021, a JYP Entertainment anunciou inicialmente que os contratos exclusivos expirariam. Três dias antes do anúncio, outros relatórios disseram que Yugyeom havia deixado a gravadora pela AOMG, apesar de JYP ter esclarecido posteriormente que era difícil para eles confirmarem com qual agência os membros estavam em contato. Assim como ocorreu com outros integrantes como Jinyoung, Mark, Youngjae e Bambam.
Em 11 de janeiro, a JYP Entertainment divulgou uma declaração oficial reiterando que todos os membros deixarão a empresa após o término de seu contrato exclusivo em 19 de janeiro de 2021.
Em 19 de fevereiro, Got7 lançou um teaser para um próximo single chamado "Encore" em um novo canal do YouTube. Foi lançado no dia seguinte (20 de fevereiro) em todas as plataformas e com distribuição da Warner Music Korea.
Em uma live antes do lançamento de Encore, o líder JayB disse que até o momento estava como freelancer. Mark criou seu próprio esúdio chamado "Mark Tuan Studio". Jackson já tinha sua empresa a "Team Wang" e está fazendo parcerias com outras como a Sublime  coreana. Jinyoung assinou com a BH Entertainment; Youngjae assinou com a Sublime (a mesma da perceria do Jackson); Yugyeom assinou com a AOMG e Bambam com a ABYSS Company.

### 2022:GOT7
O Got7 é um dos primeiros artistas a adquirir os direitos de uso de marca e do nome do grupo, podendo utilizá-los mesmo após saírem da empresa que o lançou, a JYP Entertainment.

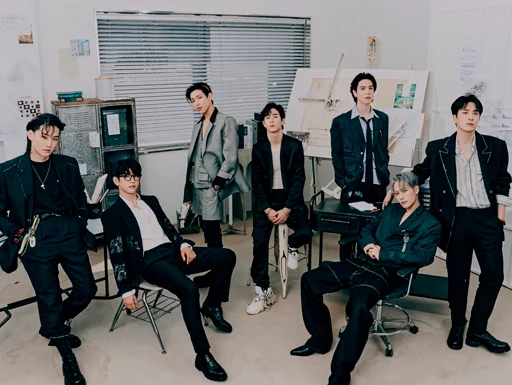
[https://portalpopline.com.br/got7-novo-ep-clipe-nanana/

"Até nosso advogado disse que não foi fácil. Eu poderia ter pedido para alguém fazer, mas eu mesmo queria fazer, conversar com os membros e ter a assinatura deles. O processo não é fácil. Me fez valorizar as empresas e as equipes que estão trabalhando para os artistas e marcas", afirmou JB (artista) "Nós prometemos aos fãs que não iríamos a lugar nenhum. Nós queríamos provar que não demos disband",  acrescentou BamBam .
O conceito do álbum traz referências a uma obra, que foi explicada por  BamBam como a construção de um novo momento para o grupo. "Estávamos preparando isso [o comeback] desde o ano passado. Estou feliz que finalmente aconteceu", comemorou Mark Tuan. "Parece um sonho. Tínhamos um plano, mas na verdade fazer isso acontecer parece um sonho!", acrescentou JAY B.
GOT7 traz seis faixas, incluindo a title NANANA, que chegou acompanhada de um MV Por nos conhecermos tão bem, fomos capazes de fazer o melhor nas músicas que foram escritas por nós", disse Kim Yugyeom. JB (artista) acrescentou: As pessoas crescem, evoluem e mudam. [O álbum] é sobre não esquecer de onde viemos.
Horas depois do lançamento, o álbum GOT7 liderou a parada iTunes Top Albums em 83 países, incluindo o Brasil. A música NANANA também alcançou o primeiro lugar no iTunes Top Songs em 57 países.
O GOT7 quebrou o próprio recorde de vendas de álbuns com o seu mais novo lançamento, o mini álbum GOT7.Ao todo, só na primeira semana de lançamento, entre os dias 23 e 29 de maio, foram vendidas mais de 371.500 cópias. Além do recorde de vendas, o novo álbum também conquistou o primeiro lugar no iTunes em 100 países.

## Integrantes
- Mark (hangul: 마크), frequentemente creditado como Mark Tuan e Tuan Yi En (마크 이안),  Mark Yi En Tuan (hangul: 마크투안; chinês: 段宜恩) nascido em Los Angeles, Estados Unidos em 4 de setembro de 1993 (31 anos).
- JB (hangul: 제이비), frequentemente creditado como Im Jae-bum, Lim Jae-beom (hangul: 임재범) nascido em Goyang, Coreia do Sul em 6 de janeiro de 1994 (31 anos). É o líder do grupo.
- Jackson (hangul: 잭슨), frequentemente creditado como Jackson Wang e Wang Jia Er, Wang Ka Yee (chinês tradicional: 王嘉爾, chinês simplificado: 王嘉尔) nascido em Hong Kong,Hong Kong em 28 de março de 1994 (30 anos)
- Jinyoung (hangul: 진영), Park Jin-young (hangul: 박진영) nascido em Jinhae-gu, Coreia do Sul em 22 de setembro de 1994 (30 anos).
- Youngjae (hangul: 영재), Choi Young-jae (hangul: 최영재) nascido em Mokpo, Coreia do Sul em 17 de setembro de 1996 (28 anos).
- BamBam (hangul: 뱀뱀), Kunpimook Bhuwakul (쿤피묵 부와클) (em tailandês:  กันต์พิมุกต์ ภูวกุล) nascido em Bangkok, Tailândia em 2 de maio de 1997 (27 anos).
- Yugyeom (hangul: 유겸), Kim Yu-gyeom (hangul: 김유겸) nascido em Namyangju, Coreia do Sul em 17 de novembro de 1997 (27 anos).

## Discografia

### Discografia coreana
Álbuns de estúdio
- 2014: Identify
- 2016: Flight Log: Turbulence
- 2018: Present: You
- 2020: Breath of Love: Last Piece

Extended plays
- 2014: Got It?
- 2014: Got Love
- 2015: Just Right
- 2015: Mad
- 2016: Flight Log: Departure
- 2017: Flight Log: Arrival
- 2017: 7 for 7
- 2018: Eyes On You
- 2019: Spinning Top: Between Security & Insecurity
- 2019: Call My Name
- 2020: Dye
- 2022:Got7
- 2025:Winter Heptagon

Single
- 2021: Encore

### Discografia japonesa
Álbuns de estúdio
- 2016: Moriagatteyo
- 2016: Hey Yah
- 2017: My Swagger
- 2017: Turn Up
- 2018: The New Era
- 2019: Love Loop

## Filmografia

### Web
| Ano  | Título       | Canal       | Notas                                    |
| ---- | ------------ | ----------- | ---------------------------------------- |
| 2015 | Dream Knight | Youku Tudou | Colaboração entre a JYPE e a Youku Tudou |

## Premiações e indicações

### Coreano
Asia Artist Awards
Asia Artist Awards é uma premiação organizada por uma empresa de mídia global na Coreia do Sul atrelada a StarNews e MTN. Homenageia  e realiza, contribui internacionalmente para artistas asiáticos na televisão e música.
| Ano  | Categoria                          | Á quem recebe | Resultado |
| ---- | ---------------------------------- | ------------- | --------- |
| 2016 | Premiação de Popularidade (Cantor) | GOT7          | Nomeado   |
| 2017 | Premiação de Popularidade (Cantor) | GOT7          | Nomeado   |

Gaon Chart Music Awards
O Chart Gaon Music Awards é  uma das premiações da música mais importante que é realizado anualmente na Coreia do Sul pela através do chart da música nacional, o Gaon Chart.
| Ano  | Categoria                   | Á quem recebe          | Resultado |
| ---- | --------------------------- | ---------------------- | --------- |
| 2015 | Novo Artista do Ano         | GOT7                   | Nomeado   |
| 2015 | Artista do Ano (álbum)      | Identify               | Nomeado   |
| 2017 | Álbum do Ano (1° Trimestre) | Flight Log: Departure  | Venceu    |
| 2017 | Álbum do Ano (2° Trimestre) | Flight Log: Turbulence |           |
| 2018 | Álbum do Ano (1° Trimestre) | Flight Log: Arrival    |           |
| 2018 | Hot Performance do Ano      | GOT7                   | Venceu    |
| 2018 | World Hallyu Star           | GOT7                   | Venceu    |

## Turnês

### Turnês principais
Turnês australianas
- 2017: GOT7 Australian Tour

Turnês japonesas
- 2014: Around The World
- 2016: Moriagatteyo
- 2019: Our Loop

Turnês mundiais
- 2016: Fly Worldwide 2016
- 2018: Eyes On You
- 2019/20; Keep Spinning

Turnês tailandesas
- 2017: Nestival

### Turnês afiliadas
- 2014: JYP Nation Concert "One Mic"
- 2016: JYP Nation Concert "Mix & Match"